# Acetaldehyddiethylacetal
Acetaldehyddiethylacetal (auch einfach Acetal) ist eine chemische Verbindung mit der Summenformel C6H14O2. Die farblose, angenehm riechende Flüssigkeit ist in Wasser wenig, in organischen Lösungsmitteln jedoch gut löslich. Während es wie alle Acetale gegen Säuren empfindlich ist, bleibt es gegen Alkalien stabil. Andere Namen sind 1,1-Diethoxyethan und Diethylacetal.

## Vorkommen

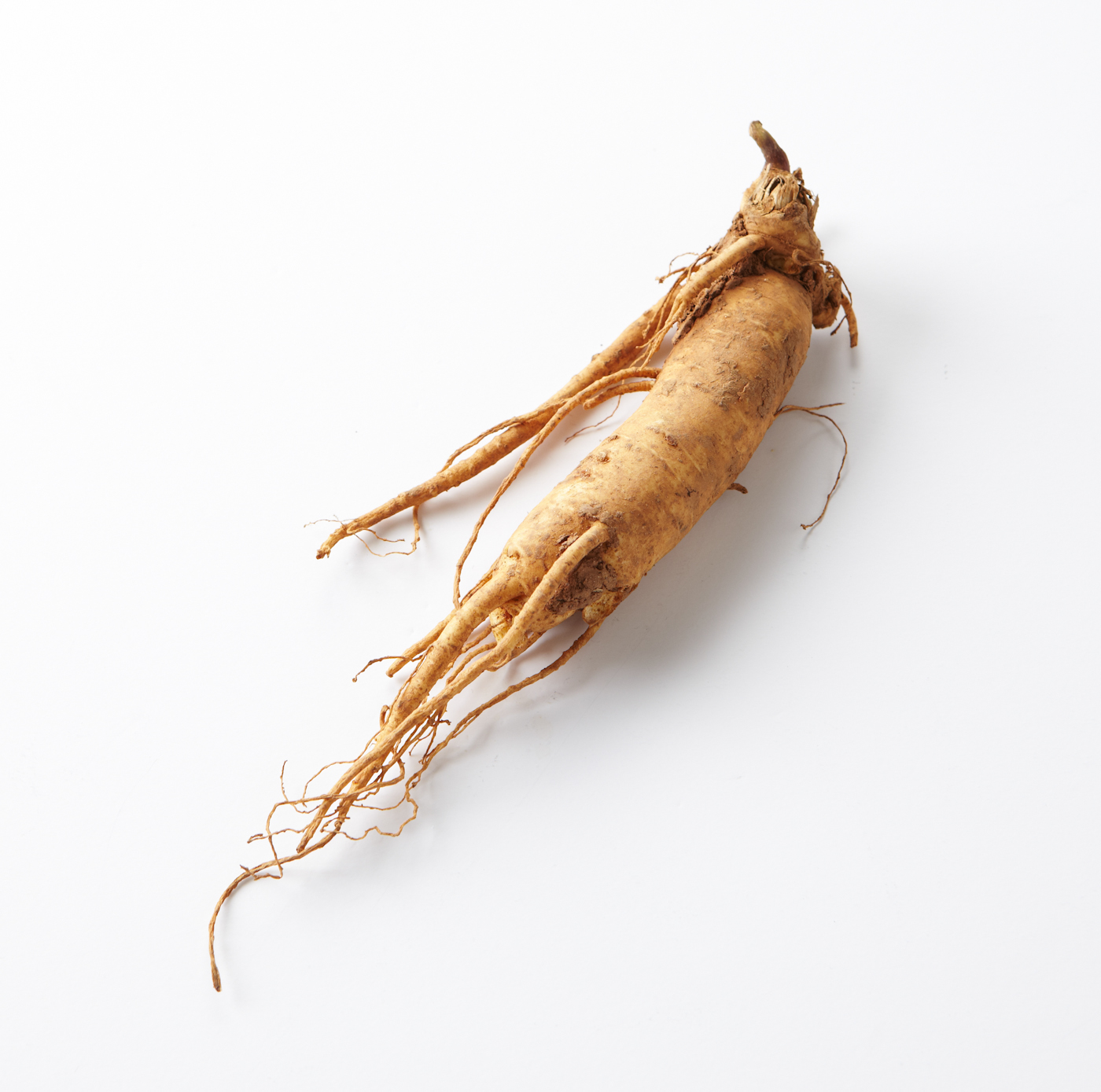
Ginseng

Natürlich kommt 1,1-Diethoxyethan in Ginseng vor.

## Gewinnung und Darstellung
Im Labor kann man Acetaldehyddiethylacetal durch eine Kondensationsreaktion von Acetaldehyd mit Ethanol über wasserfreiem Calciumchlorid herstellen.
Das Gemisch wird dabei gründlich geschüttelt und für mehrere Stunden stehen gelassen. Dabei bilden sich zwei ineinander nicht mischbare Phasen, wobei die obere gewaschen, getrocknet und dann fraktioniert destilliert wird. 

## Eigenschaften
- Molare Verbrennungsenthalpie = −3870 kJ/mol

## Verwendung
Acetaldehyddiethylacetal ist in erster Linie ein Lösungsmittel, kann jedoch auch präparativ als geschützter Acetaldehyd oder als Treibstoffzusatz zur Einstellung der Oktanzahl eingesetzt werden. Daneben wird es als Aromastoff verwendet. 

## Sicherheitshinweise
Acetaldehyddiethylacetal ist leicht entzündlich und wirkt narkotisch.